# João Maria Messi
João Maria Messi (Recanati, 5 ottobre 1934) è un vescovo cattolico italiano naturalizzato brasiliano, vescovo emerito di Barra do Piraí-Volta Redonda.

## Biografia
Ha emesso la professione solenne per l'ordine dei Servi di Maria il 1º aprile 1956; è stato ordinato presbitero il 7 aprile 1958.
Il 15 giugno 1988 papa Giovanni Paolo II lo ha nominato vescovo titolare di Zucchabar e vescovo ausiliare di Aracaju; ha ricevuto l'ordinazione episcopale il successivo 14 agosto dal cardinale Eugênio de Araújo Sales, arcivescovo metropolita di San Salvador di Bahia, coconsacranti Luciano José Cabral Duarte, arcivescovo di Aracaju, e Moacyr Grechi, vescovo di Rio Branco.
Il 22 marzo 1995 lo stesso Papa lo ha promosso vescovo di Irecê.
Il 17 novembre 1999, sempre dallo stesso Papa, è stato trasferito alla sede di Barra do Piraí-Volta Redonda.
Ha rinunciato al governo pastorale della diocesi l'8 giugno 2011.

## Genealogia episcopale
La genealogia episcopale è:
- Cardinale Scipione Rebiba
- Cardinale Giulio Antonio Santori
- Cardinale Girolamo Bernerio, O.P.
- Arcivescovo Galeazzo Sanvitale
- Cardinale Ludovico Ludovisi
- Cardinale Luigi Caetani
- Cardinale Ulderico Carpegna
- Cardinale Paluzzo Paluzzi Altieri degli Albertoni
- Papa Benedetto XIII
- Papa Benedetto XIV
- Papa Clemente XIII
- Cardinale Marcantonio Colonna
- Cardinale Giacinto Sigismondo Gerdil, B.
- Cardinale Giulio Maria della Somaglia
- Cardinale Carlo Odescalchi, S.I.
- Cardinale Costantino Patrizi Naro
- Cardinale Lucido Maria Parocchi
- Arcivescovo Adauctus Aurélio de Miranda Henriques
- Arcivescovo Moisés Ferreira Coelho
- Arcivescovo José de Medeiros Delgado
- Cardinale Eugênio de Araújo Sales
- Vescovo João Maria Messi, O.S.M.